# Fernando Méndez de Ras
Arquitecto e ingeniero militar, teniente coronel de infantería retirado. Famoso por haber diseñado la ciudad de Nueva Tabarca, así como muchos de sus edificios, murallas o baluartes, entre los años 1769 y 1779, por orden del conde de Aranda como capitán General del reino de Valencia, durante el reinado de Carlos III de España.